# Daryl Braithwaite
Daryl Braithwaite (Melbourne, 11 gennaio 1949) è un cantante australiano.

## Biografia
Tra i più apprezzati esponenti del country australiano, ha fatto inizialmente parte del gruppo Sherbet, per poi intraprendere una fortunata carriera da solista, con quindici singoli entrati nella hit parade australiana dei singoli (due di essi, You're My World e The Horses, hanno anche conquistato la vetta) e due ARIA Awards.
Ha un fratello gemello, Glenn.

## Vita privata
Da ragazzo è stato per un breve periodo sentimentalmente legato a Olivia Newton-John, quando i due non erano ancora famosi. Nel 1986 ha sposato Sarah Taylor, con cui ha generato un figlio.

## Discografia da solista

### Album in studio
- Out on the Fringe (1979)
- Edge (1988)
- Rise (1990)
- Taste the Salt (1993)
- Snapshot (2005)
- The Lemon Tree
- Forever the Tourist (2013)

### Compilations
- Daryl Braithwaite… Best Of (1978)
- Higher Than Hope (1991)
- Six Moons: The Best of 1988-1994 (1994)
- Afterglow: The Essential Collection 1971–1994 (2002)
- The Essential Daryl Braithwaite (2007)